# Ali Farka Touré
Pour les articles homonymes, voir Touré.
Ali Ibrahim Touré, dit Ali Farka Touré, est un musicien et chanteur malien, né le 31 octobre 1939 à Kanau et mort le 7 mars 2006 à Bamako. Il est l'une des figures musicales les plus importantes d'Afrique.
Ses compositions sont marquées par une volonté d'associer musique malienne traditionnelle et blues. Martin Scorsese affirme la relation étroite entre les deux genres, considérant la musique de Touré comme étant l'« ADN du blues ». Le genre musical d'Ali Farka Touré s'inscrit dans la longue tradition songhaïe du « wallahidu », un genre musical que l'on retrouve au Sahel. Dans ses morceaux, Touré chante en plusieurs langues africaines, notamment en songhaï, en peul, en touareg et en bambara.
Les trois Grammy Awards qu'il reçoit, le dernier posthume, confirment le succès international de Touré, notamment en Amérique du Nord. Il est classé 71e par Rolling Stone et 37e par Spin dans leur liste des 100 meilleurs guitaristes de tous les temps. 
Touré explique lui-même l'origine du nom traditionnel « Farka », signifiant « âne », qui n'a rien de péjoratif car cet animal est admiré pour sa force et sa ténacité : « J'ai perdu neuf frères du même père et de la même mère. Le nom que je porte est Ali Ibrahim. Mais il est une tradition en Afrique de donner un surnom étrange à votre unique enfant si vous avez perdu tous les autres… laissez-moi vous dire clairement une chose, je suis l'âne sur lequel personne ne peut monter. ».

## Biographie
Ali Farka Touré est originaire de Kanau, un village proche du fleuve Niger, à environ 65 km de Tombouctou. Il appartient à une famille noble de l’ethnie Arma, elle-même issue de l’ethnie Songhaï. Son père militaire meurt pendant la Seconde Guerre mondiale. Sa famille s’installe alors à Niafunké (situé 250 km au sud-ouest de Tombouctou). Il ne fréquente pas l’école et passe ses journées à travailler aux champs. Déjà, il s’intéresse à la musique, et plus particulièrement à certains instruments : le gurkel, petite guitare traditionnelle, le njarka, violon populaire, la flûte peul ou le luth ngoni à quatre cordes.
En 1956, il assiste au concert de Fodéba Keïta, musicien guinéen. Parallèlement à sa profession (il est chauffeur), il reprend des airs traditionnels. Il rencontre l’écrivain Amadou Hampâté Bâ avec qui il parcourt le Mali à la découverte des musiques traditionnelles. En 1960, Ali Farka Touré fonde et dirige son premier groupe, La Troupe 117 avec laquelle il parcourt le Mali à travers les festivals. En 1968, il effectue son premier voyage hors d’Afrique pour se rendre au festival international des arts à Sofia (Bulgarie). Il entre en 1970 dans l’orchestre de Radio Mali tout en travaillant comme ingénieur du son dans la même radio. En 1973, l’orchestre est dissous par le gouvernement [réf. souhaitée] .
Farka Touré commence alors une carrière solo en donnant des concerts dans toute l’Afrique de l’Ouest. Son premier disque Farka sort en 1976. Dans les années 1980, il effectue plusieurs tournées internationales en Europe, au Japon et aux États-Unis. Après quelques albums à succès, il enregistre en 1991 The Source avec le bluesman Taj Mahal et s’ouvre ainsi à la fusion de la World music. La sortie en 1993 de l’album Talking Timbuktu en duo avec Ry Cooder, le guitariste américain, le propulse sur la scène internationale avec succès : il reçoit un Grammy Award pour cet album.
En 1996, un album en songhaï, en peul et en tamasheq, qu’il intitule Radio Mali est publié. Il réunit des titres sélectionnés parmi de nombreuses bandes enregistrées et diffusées à la radio nationale malienne en 1973-1978. En 1997, Ali Farka Touré annonce qu’il veut se consacrer à l’agriculture dans son village, Niafunké. Son investissement principal est de faire installer des pompes à eau puisant dans le Niger pour l’irrigation des champs alentour. Son investissement pour le développement local fait qu’il est élu maire de la ville de Niafunké sur une liste de l’Union pour la république et la démocratie. En corollaire, il sort l’album intitulé Niafunké, où il aborde à travers les chansons le travail de la terre, l’éducation, la justice et l’apartheid.
En 2005, Ali Farka Touré publie In the Heart of the Moon, avec Toumani Diabaté. Cet album obtient le 8 février 2006 le Grammy Award du meilleur album traditionnel de musique du monde, offrant ainsi à Ali un deuxième Grammy Award. En avril 2005, il crée une fondation portant son nom qui a pour but d’organiser un festival biannuel de jazz à Niafunké et créer un centre de formation de jeunes artistes en instruments traditionnels locaux.
Ali Farka Touré décède le 7 mars 2006, au matin, à Bamako. Il souffrait d’un cancer depuis plusieurs années et était paralysé depuis quelque temps. Il est inhumé à Niafunké. Selon sa maison d’édition, World Circuit, Ali Farka Touré venait de terminer le travail sur un dernier album en solo. Ce sera Savane, album posthume, héritage d’Ali Farka Touré que Ry Cooder qualifie « d’absolument parfait ».
Le 13 février 2011, un album enregistré en 2005 par Touré avec Toumani Diabaté, intitulé Ali and Toumani (en) remporte le Grammy Award du « meilleur album de World music traditionnelle » lors de la 53e cérémonie à Los Angeles.
Son fils reprend le flambeau musical : Vieux Farka Touré.

## Discographie
- 1976 : Farka
- 1976 : Spécial « Biennale du Mali »
- 1978 : Biennale
- 1979 : Ali Touré Farka
- 1980 : Ali Touré dit Farka
- 1984 : Ali Farka Touré (Red)[5]
- 1988 : Ali Farka Touré (Green)[6]
- 1989 : Ali Farka Touré
- 1990 : African Blues (Shanachie 65002)
- 1991 : The River (World Circuit)
- 1992 : The Source (World Circuit)
- 1994 : Talking Timbuktu (World Circuit)
- 1999 : Niafunké (World Circuit)
- 2006 : Savane (World Circuit)
- 2023 : Voyageur - inédits - (World Circuit)

### Collaborations
- 1993 : The Source, avec Taj Mahal (World Circuit)
- 2002 : Mississippi to Mali, avec Corey Harris
- 2005 : In the Heart of the Moon, avec Toumani Diabaté et Ry Cooder (World Circuit)
- 2010 : Ali and Toumani, avec Toumani Diabaté (World Circuit, Nonesuch Records)

### Compilations
- 1996 : Radio Mali (1975-1980) (World Circuit)

## Filmographie
Ali Farka Touré est apparu dans de nombreux films documentaires :
- 2000 : Ça coule de source d’Yves Billon et Henri Lecomte ;
- 2001 : Je chanterai pour toi de Jacques Sarasin ;
- 2002 : Ali Farka Touré, le miel n'est jamais bon dans une seule bouche de Marc Huraux ;
- 2003 : Le Festival au désert de Lionel Brouet ;
- 2003 : Du Mali au Mississippi de Martin Scorsese ;
- 2006 : A Visit to Ali Farka Touré de Marc Huraux.

Ali Farka Touré a composé en 1996 la musique originale du film documentaire Azalaï, la caravane de l'or blanc de Joël Calmettes.
En 2002, Ai Du, morceau extrait de Talking Timbuktu, est choisi pour faire partie de la bande originale du film L'Auberge espagnole de Cédric Klapisch. En 2008, un de ses morceaux[Lequel ?] est utilisé pour le film ivoirien Amour et Trahison de Hervé Éric Lengani. En 2003, la chanson Ai Du est utilisée dans le film Infidèle d'Adrian Lyne.